# Ježeštica
Ježeštica (cyr. Јежештица) – wieś w Bośni i Hercegowinie, w Republice Serbskiej, w gminie Bratunac. W 2013 roku liczyła 342 mieszkańców.